# 松平輝和
松平 輝和（まつだいら てるやす）は、江戸時代中期の大名。上野国高崎藩主。寺社奉行、大坂城代。高崎藩大河内松平家5代。

## 生涯
高崎藩第3代藩主・松平輝高の次男。兄・輝行の死去により、安永4年（1775年）7月5日、嫡子となる。同年閏12月11日、従五位下美濃守に叙任する。
天明元年（1781年）11月11日、家督を継ぐ。同年11月23日、右京亮に転ずる。天明3年（1783年）9月1日、奏者番となり、翌天明4年（1784年）4月26日、寺社奉行を兼任する。寛政4年8月15日、従四位下に昇る。寛政10年（1798年）12月8日、大坂城代となる。寛政12年（1800年）、任地の大坂で病没した。
死去に際し実子・輝健がいたが、輝健の誕生以前に弟の輝延を嗣子に定めていたため、家督は輝延が継いだ。
藩政においては、郡奉行大石久敬に農政書『地方凡例録』を編纂させ、藩士の服務規程を定めた。

## 系譜
父母
- 松平輝高（父）
- 林氏（母） - 側室

側室
- 羽生田氏
- 小林氏
- 山名氏
- 井出氏

子女
- 松平輝健（長男） 生母は羽生田氏
- 絢 - 柳沢保民正室、生母は羽生田氏
- 季民 - 松平宗允正室、生母は羽生田氏
- 松平直方継室、生母は羽生田氏

養子
- 松平輝延 - 輝高の三男